# Stanisław Sięk
Stanisław Sięk (ur. 1834 w Kańczudze, zm. w listopadzie 1907 w Krakowie) – prawnik, urzędnik  i dyrektor Kasy Oszczędności w Krakowie.

## Życiorys
Ukończył studia prawnicze na Wydziale Prawa Uniwersytetu Lwowskiego. Podjął pracę w Kasie Oszczędności w Krakowie, gdzie po siedmiu latach został mianowany dyrektorem i pełnił tę funkcję od 1873 do 1903. W czasie jego szefostwa instytucja rozwinęła się. Przy Kasie dyrektor Sięk założył m.in. zakład zastawniczy, kasę zaliczkową. Odznaczony za swoją pracę Krzyżem Komandorskim Orderu Leopolda i Orderem Korony Żelaznej